# Therion fuscipenne
Therion fuscipenne là một loài tò vò trong họ Ichneumonidae.